# NEOMA Business School
Die NEOMA Business School ist eine französische Business School mit Standorten in Reims, Rouen und Paris. Sie ist von folgenden Institutionen akkreditiert: EQUIS (European Quality Improvement System), EFMD (European Foundation for Management Development) und AMBA (Association of MBAs). An der NEOMA Business School sind rund 8000 Studenten verschiedener Nationalitäten eingeschrieben. 
Im Jahr 2020, belegte der Master in Management Platz 6 im Ranking der französischen Business Schools. Im Jahr 2022 belegte dieser Master laut der Financial Times den 32. Platz weltweit.

## Geschichte
Die Hochschule entstand im Jahr 2013 durch die Fusion zweier Wirtschaftshochschulen, der Reims Management School und der Rouen Business School. Die Reims Management School war im Jahre 1928 auf Initiative der Stadt Reims gegründet worden, um den Bedarf an leitenden Angestellten im Bereich des Verkaufs, der Distribution und des Exports von Champagner, dem Aushängeschild der Region um Reims, zu decken.

### Sup de Co
Das Sup de Co (kurz für École Supérieure de Commerce) ist das Vorzeigeprogramm der ehemaligen RMS. Es bildet in drei Jahren angehende Unternehmensleiter aus und zählt zu den Grandes écoles Frankreichs. Aufnahmebedingungen sind ein abgeschlossener zweijähriger Vorbereitungskurs (frz.: Classe préparatoire, kurz Prépa) und die erfolgreiche Teilnahme an einem schuleigenen Aufnahmeverfahren.

### CESEM
Das CESEM (Centre d'Études Supérieures Européennes de Management) bietet als einziges RMS-Programm einen Doppelabschluss im Bereich internationales Management an. Jeweils die Hälfte der vierjährigen Studienzeit wird in Frankreich, bzw. an einer ausländischen Partnerhochschule absolviert. Alle Partnerschulen sind Teil des International Partnership of Business Schools (IPBS). Das Studium schließt zwingend zwei sechsmonatige Praktika im jeweiligen Land (3. und 6. Semester) mit ein. Voraussetzung für die Aufnahme des Studiums ist bei einer Bewerbung an der RMS ein schuleigenes Aufnahmeverfahren; bei Bewerbungen über eine der Partnerhochschulen ist die jeweilige Partnerhochschule für den Auswahlprozess verantwortlich. Da die Studiengänge allesamt inhaltlich abgestimmt sind, ist es nicht möglich, einzelne Semester zu wiederholen. Als Abschluss erhält man die französische Licence sowie den Abschluss der jeweiligen Partnerhochschule (in Reutlingen: Bachelor of Science). Folgende Hochschulen kooperieren mit dem CESEM:
| Doppelabschluss | Doppelabschluss | Partneruniversität                                            | Stadt      | Unterrichtssprache(n) | Anmerkungen                                                     |
| --------------- | --------------- | ------------------------------------------------------------- | ---------- | --------------------- | --------------------------------------------------------------- |
| französisch-    | spanisch        | Universidad Pontificia Comillas                               | Madrid     | Spanisch              | Studienbeginn im Ausland möglich                                |
| französisch-    | deutsch         | Hochschule Reutlingen                                         | Reutlingen | Deutsch               | Studienbeginn im Ausland möglich                                |
| französisch-    | mexikanisch     | Universidad de las Américas                                   | Puebla     | Spanisch & Englisch   | Studienbeginn nur in Frankreich möglich                         |
| französisch-    | amerikanisch    | Northeastern University                                       | Boston     | Englisch              | Studienbeginn nur in Frankreich möglich                         |
| französisch-    | australisch     | University of Technology, Sydney                              | Sydney     | Englisch              | Studienbeginn nur in Frankreich möglich                         |
| französisch-    | italienisch     | Università Cattolica del Sacro Cuore                          | Piacenza   | Italienisch           | Studienbeginn nur in Frankreich möglich                         |
| französisch-    | niederländisch  | Avans School of International Studies                         | Breda      | Englisch              | Studienbeginn nur in Frankreich möglich                         |
| französisch-    | britisch        | Lancaster University                                          | Lancaster  | Englisch              | Studienbeginn nur in Frankreich möglich                         |
| französisch-    | irisch          | Dublin City University                                        | Dublin     | Englisch              | Studienbeginn nur in Frankreich möglich                         |
| französisch-    | chinesisch      | Universität für Außenwirtschaft und Handel (对外经济贸易大学) | Peking     | Chinesisch            | Fünfjährige Studiendauer (einjährige Sprachvertiefung in China) |

### TEMA
Das TEMA (Technologies et Management) ist ein fünfjähriges Studienprogramm, das Technologie und Management miteinander verbindet und Studenten auf die Management-Berufe im Bereich der Technologie vorbereitet. Partnerschaften mit ausländischen Hochschulen ermöglichen den Studenten, mehrmonatige Auslandserfahrungen während des Studiums zu sammeln.

### Sup'TG
Studenten des Sup'TG absolvieren das letzte ihrer drei Jahre abwechselnd an der Schule und in einem Unternehmen (ähnelt den Berufsakademien in Baden-Württemberg, Berlin, Sachsen und Thüringen).

## Alumni
Das Alumni-Netzwerk RMS-Network gehört mit über 18.000 Mitgliedern zu den größten seiner Art in Frankreich. Etwa 3500 RMS-Alumni arbeiten im Ausland.